# 幽ブックス
幽ブックス（ゆうブックス、幽BOOKS）は、株式会社KADOKAWAが発行しているレーベル。編集は同社のブランドカンパニーの1つである角川書店が担当している。怪談文芸誌『幽』が母体となっている。監修統括は東雅夫が務めている。児童書から長編小説、短編集、実話系怪談集、古典の復刻、翻訳まで、幅広く怪談に関する本を出版している。小説作品の作風は、ファンタスティックなものもあれば、純文学的ものや怪奇小説的要素の強いものなど様々であり、怪談という枠組みの中で、それぞれの著者が才能を発揮している。『幽』文学賞受賞作品も本レーベルに収録されている。文庫化時にはMF文庫ダ・ヴィンチに収録される場合が多い。2013年9月までは発行・編集ともにメディアファクトリーが行っていたが、2013年10月、発行元が株式会社KADOKAWAへ移行した。2014年10月、編集担当が角川書店に移行する。

## 刊行リスト
| タイトル                        | 著者         | 備考                                      |
| ------------------------------- | ------------ | ----------------------------------------- |
| あちん                          | 雀野日名子   | 第2回『幽』怪談文学賞大賞受賞作           |
| 美しい果実                      | 唐瓜直       | 第9回『幽』文学賞短編部門大賞受賞作       |
| 営繕かるかや怪異譚              | 小野不由美   |                                           |
| お咒い日和 その解説と実際       | 加門七海     |                                           |
| 怪獣文藝                        | 東雅夫       |                                           |
| 怪談を書く怪談                  | 加門七海     |                                           |
| 怪談狩り                        | 中山市朗     |                                           |
| 怪談狩り 赤い顔                 | 中山市朗     |                                           |
| 消えてなくなっても              | 椰月美智子   |                                           |
| 鬼談                            | 京極夏彦     |                                           |
| 鬼談百景                        | 小野不由美   |                                           |
| 獣王                            | 黒史郎       |                                           |
| 眩談                            | 京極夏彦     |                                           |
| 恋地獄                          | 花房観音     |                                           |
| ゴーストハントシリーズ          | 小野不由美   | 悪霊シリーズリライト新装版                |
| 七面坂心中                      | 水沫流人     | 第1回『幽』怪談文学賞長編部門優秀賞受賞作 |
| 心霊づきあい 11人の作法         | 加門七海     |                                           |
| そこはかさん                    | 沙木とも子   | 第8回『幽』怪談文学賞短編部門大賞受賞作   |
| 血で描く                        | 唐沢俊一     |                                           |
| 常夜                            | 石川緑       | 第8回『幽』怪談文学賞長編部門大賞受賞作   |
| 隣之怪 蔵の中                   | 木原浩勝     |                                           |
| 隣之怪 木守り                   | 木原浩勝     |                                           |
| 隣之怪 病の間                   | 木原浩勝     |                                           |
| 晴れ女の耳                      | 東直子       |                                           |
| 深泥丘奇談                      | 綾辻行人     |                                           |
| 深泥丘奇談・続                  | 綾辻行人     |                                           |
| 冥談                            | 京極夏彦     |                                           |
| 山白朝子短篇集 死者のための音楽 | 山白朝子     |                                           |
| 山の霊異記 赤いヤッケの男       | 安曇潤平     |                                           |
| 山の霊異記 黒い遭難碑           | 安曇潤平     |                                           |
| 山の霊異記 ヒュッテは夜嗤う     | 安曇潤平     |                                           |
| 遊郭のはなし                    | 長島槇子     |                                           |
| 幽談                            | 京極夏彦     |                                           |
| 夜は一緒に散歩しよ              | 黒史郎       | 第1回『幽』怪談文学賞長編部門大賞受賞作   |
| るんびにの子供                  | 宇佐美まこと | 第1回『幽』怪談文学賞短編部門受賞作       |

### 幽クラシックスシリーズ
| タイトル                                  | 著者                                  | 備考 |
| ----------------------------------------- | ------------------------------------- | ---- |
| お岩 小山内薫怪談集                       | 東雅夫編                              |      |
| 英国幽霊案内                              | ピーター・アンダーウッド 南條竹則編訳 |      |
| 地獄 英国怪談中篇傑作集                   | 南條竹則編訳                          |      |
| 飛騨の怪談 新編・綺堂怪奇名作選           | 東雅夫編                              |      |
| 昭和の怪談実話 ヴィンテージ・コレクション | 東雅夫編                              |      |
| 大正の怪談実話 ヴィンテージ・コレクション | 東雅夫編                              |      |
| 明治の怪談実話 ヴィンテージ・コレクション | 東雅夫編                              |      |

### こども怪談シリーズ
| タイトル                         | 著者     | 備考 |
| -------------------------------- | -------- | ---- |
| しんみみぶくろ1 妖怪モノノケBOX  | 村上健司 |      |
| しんみみぶくろ2 幽霊屋敷ノート   | 田中裕   |      |
| しんみみぶくろ3 狐と狸のバケ合戦 | 村上健司 |      |
| しんみみぶくろ4 心霊写真アルバム | 田中裕   |      |
| しんみみぶくろ5 幽霊学級         | 村上健司 |      |
| 旧怪談 耳袋より                  | 京極夏彦 |      |

### 怪談双書
| タイトル       | 著者     | 備考 |
| -------------- | -------- | ---- |
| 怪談之怪之怪談 | 怪談之怪 |      |
| 怪談の学校     | 怪談之怪 |      |
| 怪談徒然草     | 加門七海 |      |
| 怪を訊く日々   | 福澤徹三 |      |